# Festival de Cinema de Cartago
El Festival de Cinema de Cartago (àrab: أيام قرطاج السينمائية, Ayyām Qarṭāj as-Sīnimāʾiyya; francès: Journées cinématographiques de Carthage, JCC) és un festival de cinema que té lloc a Tunis. Creat el 1966, és fins avui l'esdeveniment més antic del seu tipus que segueix actiu a l'Àfrica. Inicialment biennal, en alternativa amb el Festival de Teatre de Cartago, va esdevenir anual el 2014. Un comitè de direcció presidit pel Ministre de Cultura de Tunísia, juntament amb professionals de la indústria cinematogràfica, s'encarrega de l'organització.
El Festival de Cinema de Cartago ha estat dissenyat com un festival de cinema compromès amb la causa dels països africans i àrabs i amb la millora del cinema del Sud en general.
El premi principal és el Tanit d'or, dit així per la deessa fenícia Tanit. Les cerimònies d'obertura i clausura se celebren al Teatre Municipal de Tunis.

## Història
Concebut pel cineasta Tahar Cheriaa i llançat oficialment el 1966 pel ministre de Cultura de Tunísia, Chedli Klibi, aquest esdeveniment, el primer d'aquest tipus del món àrab, té com a objectiu principal posar en relleu el cinema de l'Àfrica subsahariana i el cinema àrab, creant ponts de diàleg entre el nord i el sud en oferir una trobada entre els cineastes i els cinèfils d'ambdues parts. Així va dir Klibi:
| « | Primer esperem un diàleg. Un diàleg, franc, lúcid, sense motius ocults. Però estem segurs que aquest diàleg només pot conduir a una millor comprensió mútua entre africans i europeus, entre el sud del Mediterrani i el Mediterrani nord. | » |

Molts grans noms del cinema africà i àrab van rebre premis de Cartago abans de ser reconeguts a altres llocs, des del senegalès Sembene Ousmane (Gran Premi 1966) fins a l'egipci Youssef Chahine (Gran Premi 1970) i el malià Souleymane Cissé (Gran Premi 1982), el palestí Michel Khleifi (Gran Premi 1988), els tunisians Nouri Bouzid, Ferid Boughedir i Moufida Tlatli (Gran Premi 1986, 1990, 1994), el sirià Mohammad Malas (Gran Premi 1992) a l'algerià Merzak Allouache (Gran Premi 1996).

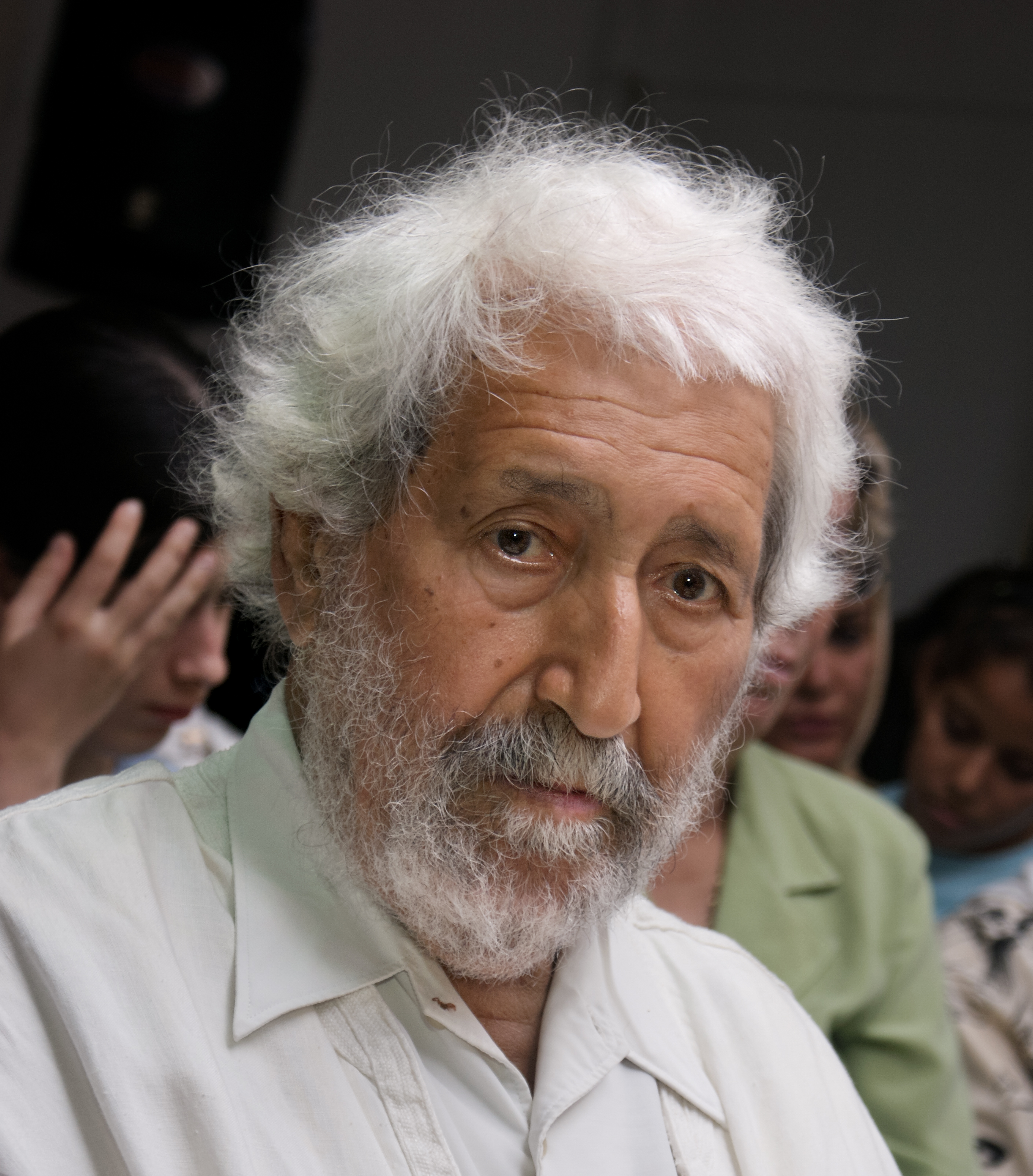
Tahar Cheriaa, creador del Festival de cinema de Cartago

La dimensió social del festival es troba en diverses pel·lícules guardonades amb el premi Tanit d'Or, algunes tristament profètiques com Making Of (2006) de Nouri Bouzid, en la qual apareix Bahta, un aturat de 25 anys i ballarí aficionat reclutat per extremistes per a cometre un atac suïcida.
Va ser al Festival de Cinema de Cartago on es va crear la FEPACI (Federació Panafricana de Cineastes) el 1970, una fundació per a la cooperació cinematogràfica Sud-Sud.
Les conferències de les últimes sessions han posat en relleu la reputació de l'esdeveniment com una reserva d'idees i, guanyant impuls, el Festival de Cinema de Cartago s'ha obert al món i ha enriquit la seva programació acollint obres de tots els orígens.
Per a satisfer millor les expectatives i necessitats dels professionals del cinema, el festival de cinema de Cartago ha ampliat el seu àmbit d'acció amb la introducció de diversos dispositius com el Projecte Taller, una classe magistral i la Xarxa de productors. Eminents personalitats de les arts, escriptors, cineastes, crítics, han servit com a jurats en diversos concursos oficials per a premiar la prestigiosa Tanit. Però la veritable constant del Festival de Cinema de Cartago continua sent l'adhesió d'un públic excepcional de fidels i apassionats cinèfils. El festival és un veritable esdeveniment popular que atreu les munions als teatres i crea a la ciutat de Tunísia una animació considerable. Arrelat en la seva especificitat àrab i africana, aquesta trobada de cineastes, productors, crítics, cinèfils del Nord i del Sud ha aconseguit combinar el cinema, l'intercanvi i l'esperit festiu.
Des de la Revolució Tunisiana de 2011, el festival confirma encara més la proximitat de Tunísia amb Europa i la seva tradició de diàleg el predestina a convertir-se en un centre indispensable per a la cooperació cinematogràfica Nord-Sud i Sud-Sud.